# Pływ syzygijny
Zasugerowano, aby zintegrować ten artykuł z artykułem Pływy morskie. Nie opisano powodu propozycji integracji.

Pływy morskie:
A. Pływ syzygijny
B. Pływ kwadraturowy
1. Słońce
2. Ziemia
3. Księżyc
4. Kierunek przyciągania przez Słońce
5. Kierunek przyciągania przez Księżyc

Pływ syzygijny (pływ maksymalny) – zjawisko pływowe powstające, gdy Ziemia, Księżyc i Słońce znajdują się w linii prostej. Oddziaływania grawitacyjne Księżyca i Słońca działają wówczas na Ziemię w tym samym kierunku (choć ich zwrot może być ten sam lub przeciwny), skutkiem czego występujące na Ziemi pływy morskie są maksymalne. Zjawisko to występuje dwa razy w miesiącu synodycznym: pełni Księżyca (Ziemia jest wtedy pomiędzy Księżycem i Słońcem) oraz w nowiu (Księżyc jest wtedy pomiędzy Ziemią i Słońcem).
Odwrotnością pływu syzygijnego jest pływ kwadraturowy (minimalny) mający miejsce również dwa razy w miesiącu synodycznym, a występuje on, gdy linie łączące Ziemię i Księżyc oraz Ziemię i Słońce tworzą między sobą kąt prosty.